# Klaas van Middelkoop
Klaas van Middelkoop (Oudshoorn, 5 november 1917 – Driebergen, 15 januari 2019) was een Nederlandse verzetsstrijder in de Tweede Wereldoorlog. Hij was districtsleider van de Landelijke Organisatie voor Hulp aan Onderduikers voor Driebergen en omgeving.

## Levensloop

### Jeugd
Van Middelkoop groeide op in een orthodox-christelijk gezin. Hij had vier zussen boven zich. Zijn vader was graanhandelaar. Op jonge leeftijd verhuisde Van Middelkoop met het gezin mee naar Driebergen. Hij volgde de HBS en trad aan het einde van de jaren dertig in dienst bij de Stichtse Boazbank, een voorloper van de Nederlandsche Middenstandsbank, die later weer opging in de ING. Hij was directeur van het bijkantoor van de bank in Driebergen. Samen met zijn vrouw woonde Van Middelkoop boven de bank.

### Betrokken bij het verzet
In 1942 verscheen iemand aan het loket met de vraag of Van Middelkoop het verzet niet financieel kon helpen met de aankoop van distributiebonnen voor onderduikers. De bankier stemde in met het verzoek. Hij kwam in contact met Kees Ninaber van Eijben die aan de basis stond van Driebergse afdeling van de Landelijke Organisatie voor Hulp aan Onderduikers. Vanaf het voorjaar van 1943 werd de financiering overgenomen door het Nationaal Steunfonds. In zijn woning verborg Van Middelkoop zelf ook onderduikers, waaronder een Canadese piloot. Hij was in het bezit van een wapen en nam deel aan verschillende sabotageacties.

### Districtsleider van de LO
Ninaber van Eijsden dook in 1943 onder omdat voor hem als voormalig militair krijgsgevangenschap dreigde. Hij werd als LO-districtsleider opgevolgd door Jan van Bijnen. Van Bijnen hield kantoor bij Van Middelkoop aan huis. Doordat de bank in hetzelfde gebouw zat viel het niet op dat er veel mensen langs kwamen. Er werd een kluisje zogenaamd verhuur aan een persoon met een valse naam. Daarin werden de bonkaarten bewaard. Van Bijnen werd op 25 augustus 1944 benoemd tot Landelijk Sabotage Commandant. Van Middelkoop volgde hem op als districtleider. 

### Arrestatie van de burgemeesters van Leersum en Wijk bij Duurstede
Van Middelkoop arresteerde samen met verzetsman Bernard van der Hoop op 6 september 1944, een dag na Dolle Dinsdag, de burgemeester van Leersum en Amerongen F.M.P.C. de Boer. De verwachting was dat het midden van het land binnen enkele dagen zou zijn bevrijd. Deze aanname klopte niet. De Boer werd overgebracht na een isolatiepaviljoen bij het opvoedingsgesticht Valkenheide in Maarsbergen.
Nadat De Boer 's avonds niet was thuisgekomen schakelde zijn vrouw de Duitsers in. Een NSB'er had de burgemeester zien vertrekken met Van der Hoop en een onbekende man, Van Middelkoop dus. Gemeentesecretaris Bos werd door de SD opgepakt, omdat ze vermoeden dat hij meer wist. Ook bij Van der Hoop volgde een inval. Hijzelf wist net op tijd via de achterdeur te ontkomen, maar zijn vrouw werd meegenomen. Zij werd verhoord door de SD-agent Willem Petri die op zijn erewoord beloofde dat er geen represaillemaatregelen zouden volgen als ze vertelde waar burgemeester De Boer was. Als ze niets zei werd haar vader doodgeschoten. Zij geloofde hem en noemde de Valkenheide.
De Duitsers vielen de Valkenheide binnen waar ze tot hun verbazing niet alleen De Boer aantroffen, maar ook Johan van der Beke Callenfels, de NSB-burgemeester van Wijk bij Duurstede die door een andere verzetsgroep was opgepakt. Hun wraak was verschrikkelijk. Dirk Noordam, directeur van Valkenheide, werd op 8 september 1944 in een stoel voor zijn huis doodgeschoten. In Amerongen werden de beide broers Van Laar, die nergens mee te maken hadden, doodgeschoten. De burgemeester van Wijk bij Duurstede had de eerste nacht van zijn gevangenschap in hun vaders boerderij doorgebracht.

### Gezocht door de Duitsers
Het echtpaar-Van Middelkoop dook in 1944 onder in Leersum, nadat iemand die wist waar zij woonden veel mensen had verraden. Ans van Middelkoop keerde in november 1944 terug nadat duidelijk was dat zij niet werd gezocht. Klaas van Middelkoop kwam af en toe thuis, maar leidde vooral een zwervend bestaan. Op 7 februari 1945 dook het echtpaar opnieuw onder nadat iemand die hun adres kende was gearresteerd. Ans van Middelkoop bracht hun zoontje onder bij haar ouders. De volgende dag brachten beide echtelieden een kort bezoek aan huis om nog wat spullen op te halen. Net op dat moment deden de Duitsers een inval. Klaas van Middelkoop wist net op tijd in een schuilplaats te kruipen en werd niet gevonden. Ans van Middelkoop werd meegenomen. Enkele persoonsbewijzen die ze bij zich had wist ze in de bekleding van de autobank te laten verdwijnen.
Tijdens haar ondervragingen speelde Ans van Middelkoop de vrouw die nergens van wist en haar man bijna nooit zag. Na een week werd zij vrijgelaten en ging weer in haar eigen huis wonen.  Klaas van Middelkoop dook onder in Wijk bij Duurstede. Op 20 maart 1945 vielen de Duitsers nog binnen bij Van Middelkoops ouders in Langbroek. Van Middelkoop was echter op tijd gewaarschuwd. Zijn zwager die daar toevallig was werd meegenomen, maar na korte tijd weer vrijgelaten.

### Na de oorlog
Na de oorlog pakte Van Middelkoop aanvankelijk zijn werk op bij de bank. Daarna werkte hij bij de fabriek Van de Wetering (later Intergas). Hij ging mee toen de fabriek verhuisde naar Coevorden. In 1966 werd hij directeur bij de Stichting 1940-1945 in Rotterdam, die zich bezig hield met uitkering voor oorlogsslachtoffers en hun nabestaanden. Ook was hij vijftien jaar wethouder van de gemeente Driebergen-Rijsenburg.

## Persoonlijk
Van Middelkoop werd overleefd door zijn vrouw Ans de Greef. Samen kregen zij vier kinderen, van wie er een jong overleed.